# Аваков — чорт
Аваков — чорт — гасло, що використовувалося в серії протестів в Україні у 2019—2021 роках проти свавілля поліції та тогочасного міністра внутрішніх справ Арсена Авакова. Акції були сфокусовані на персоні міністра та мали на меті змістити Авакова з посади міністра внутрішніх справ. Перша акція відбулася 28 серпня 2019 року внаслідок рішення президента Зеленського залишити Авакова в уряді Гончарука.

## Етимологія
Назва походить від поєднання двох слів: Аваков (міністр МВС) та «чорт» (сленгове слово, яке пішло з тюремної культури).
За даними українських ЗМІ, мем «Аваков — чорт» запустив в суспільний просторі волонтер та громадський активіст Роман Сініцин.

## Передумови
25 березня 2014 року органами внутрішніх справ був убитий громадський активіст Олександр Музичко.
27 березня 2014 року Рівненська міська рада оголосила загибель Олександра Музичка політичним вбивством і закликала міністра внутрішніх справ Арсена Авакова подати у відставку.
31 березня 2014 року Луцька міська рада оголосила загибель Олександра Музичка політичним вбивством і закликала міністра внутрішніх справ Арсена Авакова подати у відставку.
7 лютого 2016 року поліціантами було убито Михайла Медведєва.
10 лютого 2016 року близькі Михайла Медведєва пікетували Управління патрульної служби з гаслом «Ми проти копів-вбивць!».
13 лютого 2016 року відбулися акції протесту проти таких дій поліції.

## Перші акції проти поліційного свавілля
31 травня 2019 року співробітниками поліції було підстрелено 5-річну дитину Кирила Тлявова.
3 червня 2019 року Кирило Тлявов помер.
4 червня 2019 року по всій Україні відбулися акції протесту з вимогою відставки Арсена Авакова.
На думку громадських активістів, експертів та ЗМІ, за час перебування на посаді міністра, Аваков перебрав на себе багато повноважень. Це стосується, наприклад, його втручання у справу Сергія Стерненка, яку розслідує генпрокуратура та СБУ. Також зі слів Стерненка за напади на нього відповідають проросійський олігарх Медведчук та Аваков.
Причинами появи серії акцій «Аваков — чорт» також слугує відсутність розслідувань нападів на громадських активістів і журналістів, і в першу чергу розслідування вбивства Катерини Гандзюк. Також викликає занепокоєння можливість уникнення покарання підозрюваними у вбивстві 5-річного Кирила Тлявова. Серед інших, ними є двоє поліціянтів — Володимир Петровець та Іван Приходько. На початок літа 2020 року лише останній знаходився під вартою.

## Протести проти Авакова
Перша акція відбулася 28 серпня 2019 року під Офісом Президента, коли стало відомо що Аваков очолить МВС у новопризначеному уряді Гончарука.
23 лютого 2020, внаслідок надмірної участі міністра МВС у розв'язанні проблем пов'язаних із коронавірусом, активісти зібралися у Києві на акцію «Геть Аваковірус», яка стала частиною акції «Аваков — чорт».
5 червня — під час доповіді Авакова ВРУ щодо розслідування зґвалтування поліціянтами жінки у Кагарлику та стрілянини в Броварах за участю 100 людей, активісти зібралися під ВРУ під лозунгами «Аваков — чорт».
18 травня — в рамках акцій протесту проти ув'язнення активіста Сергія Стерненка, протестувальники зібралися у Києві під лозунгами «Аваков — чорт».
18 червня — активісти зібралися на мітинг під ВРУ, вимагаючи звільнення Авакова.

## «Кому дзвонити коли вбиває поліція?»
16 серпня 2019 року, активісти намалювали графіті «Кому дзвонити, коли вбиває поліція?» на стіни дніпровської набережної поблизу Поштової площі.
Напис відсилає до традиційного гасла учасників акцій проти поліційного насильства Who do you call when police murders?
Працівники поліції намагались 8 разів прибрати надпис, але щоразу активісти його вертали. Остання спроба прибрати слово «поліція» з графіті відбулась у жовтні 2021 року.

## Підтримка акції політиками
Депутати парламентської партії «Голос» подавали вимогу відставки Арсена Авакова.

## Наслідки
Акції не принесли результату, Арсен Аваков залишався міністром внутрішніх справ до 13 липня 2021 року коли сам подав у відставку.